# Wernicke-Zentrum

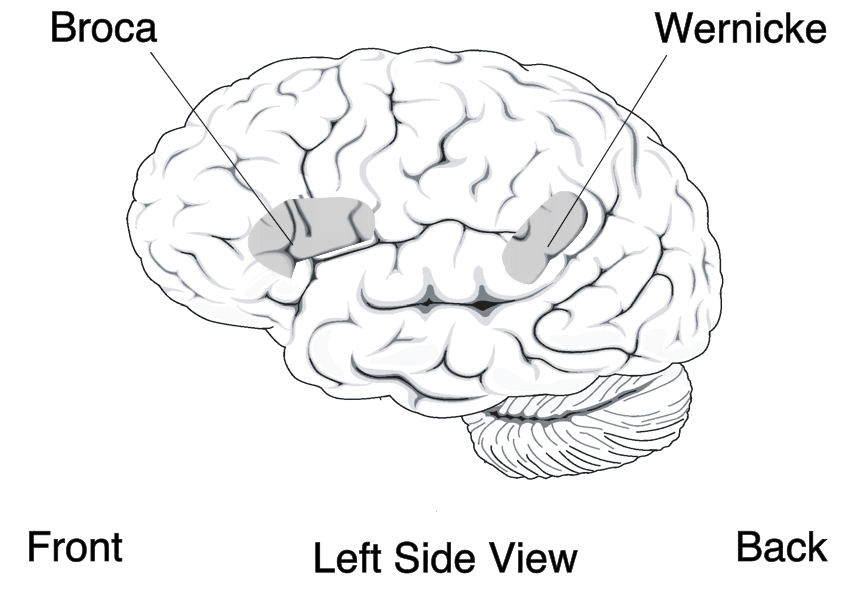
Menschliches Gehirn (von links). Man sieht die beiden Hauptkomponenten des Sprachzentrums: Broca-Areal (Sprachproduktion) und Wernicke-Areal (Sprachverständnis).

Mit Wernicke-Zentrum, Wernickesches Zentrum, Wernicke-Areal oder Wernicke-Region wird ein Gebiet im Gehirn bezeichnet, welches das sensorische Sprachzentrum bildet und zusammen mit dem Broca-Areal als eine der beiden Hauptkomponenten des Sprachzentrums angesehen wird. Es wurde nach dem deutschen Neurologen Carl Wernicke (1848–1905) benannt, welcher es im Jahre 1874 erstmals beschrieb.

## Anatomische Lage
Nach der Einteilung von Korbinian Brodmann befindet sich das Wernicke-Zentrum, der hintere Sprachcortex, im hinteren Anteil des Areals 22.
Das Wernicke-Areal kommt nur in der dominanten Hirnhemisphäre vor (das heißt, in der Hirnhälfte, in welcher die Sprache sowohl motorisch, als auch sensorisch verarbeitet wird), die bei Rechtshändern normalerweise links lokalisiert ist, sich bei Linkshändern jedoch wahlweise links oder rechts befinden kann.

## Funktion
Während im Wernicke-Zentrum auditorische Impulse primär rational integriert werden und dort entscheidende Prozesse für das Sprachverständnis stattfinden, wird im entsprechenden Gebiet auf der gegenüberliegenden Hirnhälfte mehr die nicht-rationale Komponente des Gehörten verarbeitet, wobei beispielsweise das Musikverständnis und die mit Musik verbundenen (vor allem emotional gefärbten) Assoziationen ihren Ursprung dort haben.

### Afferenzen
Zuleitungen erhält das Wernicke-Zentrum vor allem vom primär auditorischen Cortex.

### Efferenzen
Das Wernicke-Zentrum projiziert in zahlreiche kortikale Assoziationsfelder, in welchen das Gehörte eine weitere integrative Verarbeitung erfährt. Besonders hervorzuheben sind hierbei die Verbindungen des Wernicke-Sprachzentrums zum motorischen Sprachzentrum, welche durch die Fibrae arcuatae cerebri hergestellt werden. Da die Sprachbildung mit dem Sprachverständnis untrennbar verbunden ist, kann das motorische Sprachzentrum seiner Aufgabe nur in engster Kooperation mit dem Wernicke-Areal nachkommen.

## Schädigung
Der komplette oder partielle Ausfall des sensorischen Sprachzentrums (also der Wernicke-Region) führt zur sensorischen Aphasie. Symptome hierbei sind Störungen des Sprachverständnisses, die mit dem Grad der Schädigung korrelieren. Im Gegensatz zu einer motorischen Aphasie können die Betroffenen die Sprachlaute oft begrenzt nachahmen, sie sind dabei aber nicht in der Lage, das Gesagte auch zu verstehen und produzieren daher ein „Kauderwelsch“, das weder den Zuhörenden noch ihnen selbst verständlich ist.
Des Weiteren sind an Ausfällen des Wernicke-Areals leidende Menschen auch nicht mehr in der Lage, irgendwelche auditorische Emissionen ihren Quellen zuzuordnen. Sie hören beispielsweise einen Hubschrauber, der über sie hinwegfliegt, verstehen allerdings nicht, dass das Rattern dessen Rotoren zuzuordnen ist.
Da nicht nur die schriftliche und mündliche Kommunikation unverzichtbar mit dem Wernicke-Zentrum verknüpft ist, sondern sich auch der größte Teil unseres Denkens des sprachlichen Instrumentariums bedient, haben Pathologien des sensorischen Sprachzentrums meistens auch tiefgreifende Beeinträchtigungen der Persönlichkeit der Kranken zur Folge, unter welchen diese häufig schwer leiden.